# Weißen (Niederer Fläming)
Weißen ist ein Ortsteil der Gemeinde Niederer Fläming im Süden des Landkreises Teltow-Fläming in Brandenburg. Der Ort gehört dem Amt Dahme/Mark an und war bis zum 31. Dezember 1997 ein Ortsteil von Meinsdorf.

## Lage
Weißen liegt etwa drei Kilometer nordöstlich der Stadt Schönewalde im Fläming und ist Teil des Ländchen Bärwalde. Die Gemarkung von Weißen grenzt im Norden Kossin, im Osten an Meinsdorf, im Süden an Bärwalde sowie im Westen an Ahlsdorf/Hohenkuhnsdorf mit Ahlsdorf als benachbarten Ortsteil. Letzterer gehört zur Stadt Schönewalde, zwischen Ahlsdorf und Weißen verläuft die Grenze zwischen den Landkreisen Teltow-Fläming und Elbe-Elster.
Durch die Gemarkung von Weißen führen die Landesstraßen 713 (Schönewalde–Dahme/Mark) und 714 (nach Jüterbog) sowie die Kreisstraße 7207, die östlich des Ortes von der L 713 abzweigt. Auf der Gemarkung von Weißen an der L 714 liegt der Wohnplatz Marienhof.

## Geschichte
Das Rundlingsdorf Weißen wurde erstmals mit Sicherheit im Jahr 1472 als weyssen urkundlich erwähnt. Der Ortsname stammt vermutlich aus dem altsorbischen und beschreibt einen hoch gelegenen Ort. Das Gebiet, auf dem Weißen liegt, wechselte während des Mittelalters häufig seine territoriale Zugehörigkeit. Bis 1367 gehörte es zur Mark Brandenburg, danach bis 1411 zum Königreich Böhmen und anschließend bis 1451 zum Herzogtum Glogau. Danach kam das Gebiet wieder zur Mark Brandenburg.
Ab 1735 gehörte Weißen mit seinem Vorwerk Marienhof zur Herrschaft Bärwalde-Wiepersdorf. Somit bildete Weißen zusammen mit den anderen Orten der Herrschaft eine Exklave des Herzogtums Magdeburg innerhalb des Königreichs Preußen. Erst mit dem Wiener Kongress kam Weißen zu Preußen, wo der Ort zur Provinz Brandenburg gehörte und im Landkreis Jüterbog-Luckenwalde. 1841 hatte Weißen 140 Einwohner und war in die Kirchengemeinde Meinsdorf eingepfarrt.
Der Landkreis Jüterbog-Luckenwalde wurde 1946 in Landkreis Luckenwalde umbenannt und bei der DDR-Kreisreform 1952 aufgelöst. Danach gehörte Weißen zum Kreis Jüterbog im Bezirk Potsdam. Am 11. Januar 1962 wurde Weißen nach Meinsdorf eingemeindet. Seit der Wende sowie der brandenburgischen Kreisreform im Dezember 1993 gehört Weißen dem Landkreis Teltow-Fläming. Die Gemeinde Meinsdorf wurde am 31. Dezember 1997 mit 13 weiteren Gemeinden zu der neuen Gemeinde Niederer Fläming fusioniert.

## Einwohnerentwicklung
| Jahr      | 1875 | 1890 | 1910 | 1925 | 1933 | 1939 | 1946 | 1950 | 2019 |
| Einwohner | 114  | 180  | 118  | 115  | 130  | 124  | 164  | 148  | 54   |

Gebietsstand des jeweiligen Jahres